# Medisch-ethische kwesties
Een ethische kwestie is een vraag die men niet louter op grond van wetenschappelijke onderbouwing kan beantwoorden. Ze omvat een gewetensprobleem. Medisch-ethische kwesties zijn dergelijke probleemstellingen die zich in de medische sfeer afspelen. Mensen die aangewezen zijn deze vragen te beantwoorden, zetelen in een ethische commissie. Deze groep mensen dient niet alleen de vraag beantwoorden of iets wel of niet toegestaan moet zijn, maar ook of de praktische uitvoering op een gewetensvolle manier de belangen van -vooral- de zwakste partij behartigt.
Een belangrijk principe bij medisch-ethische kwesties is lichamelijke integriteit, dat stelt dat iedere persoon zelf mag beslissen wat er wel of niet met het eigen lichaam gebeurt, wie het aanraakt of welke handelingen worden uitgevoerd. Maar soms worden daarop uitzonderingen gemaakt en de vraag is in welke gevallen dat terecht is of niet.
Een van de basisprincipes is dat de belangen van het individu primeren boven het algemeen welzijn. Zo mag men dus niet één persoon 'opofferen' om de mensheid te redden. Men mag bijvoorbeeld niet experimenteren op iemand, ten koste van dat individu, om een geneesmiddel te vinden dat een grote massa anderen kan redden.

## Abortus provocatus
Is zwangerschapsafbreking (abortus provocatus) toegestaan?
welke rechten heeft het ongeboren kind?
welke rechten heeft een zwangere?
welke rechten heeft de vader van het kind?
In welke situatie is het toegestaan?
tot 12 weken zwangerschapsduur? tot 24 weken ? op een voldragen baby ?
in geval het leven van de moeder in gevaar is?
ingeval het een verkrachting betreft?
ingeval de moeder verstandelijk beperkt is?
indien de vrucht "lichte" of "zware" afwijkingen vertoont?
In welke omstandigheden mag abortus uitgevoerd worden?
na minimaal één week bedenktijd voor de zwangere?
minstens uitgevoerd door één arts en een verpleegkundige?
onder geconditioneerde hygiënische ziekenhuisomstandigheden?

## Draagmoederschap
Heeft de draagmoeder ook recht haar (natuurlijke) moederrol op te nemen, hoewel aanvankelijk was overeengekomen dat het kind (volledig) aan de wensouders zou worden toegewezen?

## Euthanasie
Is het gerechtvaardigd om een leven moedwillig te beëindigen?
in geval van ongeneeslijke ziekte met ondraaglijk lijden?
wanneer men stervende is?
wanneer men het leven niet meer zinvol vindt, bijvoorbeeld bij totale verlamming, doch niet levensbedreigend?
Hoe dient het aangevraagd te worden?
enkel door de patiënt in kwestie?
kan het aangevraagd worden door familieleden van bijvoorbeeld een dementerende bejaarde of een comapatiënt?
dient de vraag om euthanasie meermaals gesteld te worden?
dient er een bedenktijd te zijn?
Onder welke omstandigheden kan men euthanasie vragen?
is een kind verstandig genoeg om zijn vraag ten volle te begrijpen en onafhankelijk te stellen?
kan een dementerende bejaarde met heldere momenten er beroep op doen?
kan men een testament maken om euthanasie te vragen in geval van coma of dementie?
Uitvoering van euthanasie
wie beslist over de ontvankelijkheid van de vraag?
welke personen zijn aangewezen de euthanasie uit te voeren?
mag een arts zijn medewerking verlenen aan euthanasie?
mag een arts weigeren zijn medewerking te verlenen aan euthanasie?

## Gentherapie
Leidt dit niet tot het zoeken naar de perfecte mens?

## Klonen van mensen
Is de gezondheid en het welzijn van de kloon gewaarborgd?
Is er geen te groot risico op spontane abortussen of misvormingen?
Zijn er geen psychosociale risico’s voor de kloon?
Zijn er geen risico’s voor de draagmoeder?
Andere ethische bezwaren
Is het niet een aantasting van de menselijke waardigheid?
Is het niet een schending van het recht op genetische uniciteit?
Kan het niet misbruikt worden om eugenetische redenen?

## Stamceltherapie
Mag stamceltherapie, via embryonale stamcellen, dienen als oplossing?

## Wetenschappelijkonderzoek metembryo's
Kan men een embryo al beschouwen als een volwaardig leven?